# Wells (Vermont, statisztikai település)
Wells statisztikai település az USA Vermont államában, Rutland megyében. Lakosainak száma 386 fő (2020. április 1.).

## Népesség
A település népességének változása:

| 2010 | 397 |
| 2020 | 386 |